# 霧島高原鉄道事業部
霧島高原鉄道事業部（きりしまこうげんてつどうじぎょうぶ）とは、鹿児島県姶良郡湧水町の吉松駅構内にあった九州旅客鉄道（JR九州）の事業部の一つであり、鹿児島支社の管轄。

## 管轄路線
※ 管轄境界駅については、霧島高原鉄道事業部が管理を担当していた駅を記載している。
- 肥薩線（吉松 - 隼人間。ただし、隼人駅は鹿児島支社鹿児島鉄道事業部の管轄）
- 吉都線（全線。ただし、都城駅は鹿児島支社宮崎総合鉄道事業部の管轄）

## 歴史
- 1992年（平成4年）6月1日 - 霧島高原鉄道事業部発足[1]。
- 2008年（平成20年）4月1日 - 鹿児島鉄道事業部と統合、霧島高原鉄道事業部廃止。

## 乗務員
乗務員基地の正式名称は、霧島高原鉄道事業部吉松運輸センター。

### 乗務範囲
- 肥薩線（吉松 - 隼人間）
- 吉都線（全線）